# Cetraro
Cetraro é uma comuna italiana da região da Calábria, província de Cosenza, com cerca de 10.465 habitantes. Estende-se por uma área de 65,67 km², tendo uma densidade populacional de 160 hab/km². Faz fronteira com Acquappesa, Bonifati, Fagnano Castello, Guardia Piemontese, Malvito, Sant'Agata di Esaro.

## Demografia
| Variação demográfica do município entre 1861 e 2011                               |
|                                                                                   |
| Fonte: Istituto Nazionale di Statistica (ISTAT) - Elaboração gráfica da Wikipedia |